# ジョアン・ヴィエイラ
ジョアン・ベルナルド・“ニノ”・ヴィエイラ（ポルトガル語: João Bernardo "Nino" Vieira, 1939年4月27日 - 2009年3月2日）は、ギニアビサウの政治家。
ヴィエイラは、1980年のクーデターによる政権奪取から19年間に渡り政権を掌握していたが、1999年に内戦によってその座を追われた。その後、2005年に帰国し大統領へ復帰した。しかし、2009年3月2日に国軍の兵士により在任中に暗殺された。

## 人物
1939年、当時はポルトガル領ギニアのビサウ生まれ。もともと電気技師としての訓練を受けていたヴィエイラは、1960年にアミルカル・カブラルが結成したギニア・カーボベルデ独立アフリカ党（PAIGC）に入党し、まもなくポルトガルの植民地支配に抵抗するギニアビサウ独立戦争において重要なゲリラ指導者となった。
独立戦争が進むにつれ、ヴィエイラは軍指揮官としての能力を発揮し、速やかにその地位を上げていった。ヴィエイラは彼らの同僚から｢ニノ｣と呼ばれ、その愛称は混迷する独立戦争の中で広まっていった。
1972年にPAIGCの支配地域で、後の国民議会の元となる地方評議会選挙が実施され、ヴィエイラは国民議会の議長に指名された。ギニアビサウ独立の後、1978年にはギニアビサウ共和国の首相に指名された。
1980年頃には経済状況は顕著に衰退し、政府に対する不満が広がっていった。1980年11月14日にヴィエイラは、ルイス・カブラルの政権を無血軍事クーデターによって転覆させ、カーボベルデのPAIGCとは分離した政党となった。憲法は停止され、ヴィエイラを長とする9人の軍人による革命評議会が設置された。1984年に改正憲法が制定され、再び文民政治となった。
1990年代において、ギニアビサウは複数政党民主主義へと移行していった。政党の結成が1991年に解禁され、1994年に大統領選挙が行われた。7月3日に実施された第1回の投票で、ヴィエイラは他の7人の候補を下して46.20％を得票したが、過半数に満たなかったため8月7日に第2回投票が実施された。ヴィエイラは、52.02％を得票して、47.98％を得票した対立候補である、元哲学の講師で社会革新党（Partido para a Renovaçao Social）の代表であるクンバ・ヤラ候補を下した。国際選挙監視団は、両方の投票とも公正なものと評価し、ヴィエイラは1994年9月29日にギニアビサウで初めての民主的選挙によって選ばれた大統領となった。
1998年のクーデター未遂事件の後、ギニアビサウはヴィエイラ派の軍と反政府のリーダーであるアンスマネ・マネ派の軍との間で激しい内戦が勃発した（ギニアビサウ内戦）。1999年5月7日に反政府軍がヴィエイラ政権を退陣させた。ヴィエイラはポルトガル大使館へ避難し、7月にポルトガルへと亡命した。
別のクーデターによってクンバ・ヤラ政権が崩壊した2年後の2005年4月にヴィエイラはポルトガルからビサウへ帰還し、7月に大統領選の実施を宣言した。ヴィエイラは政治的に告発されて国外亡命しており、大統領選への立候補資格はないと考えられていたが、2005年5月に最高裁判所より立候補資格を認められた。彼がかつて所属していたPAIGCは暫定党首であったマラム・バカイ・サニャを候補に出した。
公式の選挙結果によると、ヴィエイラは6月19日の一次投票で28.17%の得票率で、マラム・バカイ・サニャに次ぐ時点であった。7月24日の二次投票では52.35%の得票率でサニャ候補を下し、10月1日に大統領の座に就任した。
2005年10月28日にヴィエイラは政権の安定維持を掲げて敵対するカルロス・ゴメス・ジュニオル首相の政府の解体を宣言し、11月2日にアリスティデス・ゴメスを首相に指名した。
2008年11月23日、反乱軍がヴィエイラの住む官邸を襲撃。護衛との間で激しい銃撃戦となり、官邸内部まで反乱軍の兵士が侵入したが、撃退された。

## 殺害
2009年3月2日、ヴィエイラは大統領宮殿を襲撃した国軍兵士により殺害された。銃撃された後に生きたまま義母の家で兵士らに山刀でバラバラにされるという壮絶な最期だった。
前日にバティスタ・タグメ・ナワイ軍参謀長が軍司令部の爆破で死亡しており、ナワイ参謀長を支持する軍の一派が報復として大統領を殺害した可能性が指摘されている。事実、軍報道官が「参謀長に近い筋の兵士らが大統領を殺害した」「大統領は参謀長殺害の首謀者の一人」と述べている。
ナワイ参謀長はヴィエイラの政敵として知られ、1月には暗殺未遂に遭っている。

## 経歴
- カチオ州地方行政官および軍曹 (1961年)
- 南部戦線指揮官　(1964年)
- PAIGC 事務局員 (1964年 – 1965年)
- PAIGC戦争評議会副議長(1965年 – 1967年)
- 南部前線政治事務所代議員 (1967年 – 1970年)
- PAIGC戦争評議会会執行委員　(1970年 – 1971年)
- PAIGC常設事務局員(1973年 – ????)
- PAIGC書記長代理に指名される　(1973年)
- 国民議会議長 (1973年 – 1978年)
- 首相 (1978年9月28日 – 1980年11月14日)
- 革命評議会議長 (1980年11月14日 – 1984年5月14日)
- 国家評議会議長 (1984年5月16日 – 1994年9月29日)
- ギニアビサウ共和国大統領 (1994年9月29日 – 1999年5月7日)
- ギニアビサウ共和国大統領 (2005年10月1日 – 2009年3月2日)